# FM山形ニュース
FM山形ニュース（エフエムやまがたニュース）は、エフエム山形で放送しているニュース番組で、山形新聞と読売新聞の持ち回りで平日（以前は土曜）に伝えている（かつては、朝日新聞による全国ニュースも放送されていた）。
2021年4月現在、ローカルニュースは平日の朝と夕方に1日3回放送されている。それ以外の平日と土曜・日曜は全て『JFNニュース』となっている。

## 概要

### ローカルニュース
ローカルニュースには、単独枠で放送される『FM山形ニュース』と夕方ワイド内で放送される『Flash News』がある。
『FM山形ニュース』では山形新聞による山形県内のニュースを、『Flash News』では読売新聞による全国ニュースを放送している。

### JFNニュース
『FM山形ニュース』は、JFNニュースのタイトル差し替えにも用いられている（タイムテーブルやradikoにおける番組表示など）。ただし、スポンサーがついていない場合には、タイトル差し替えを行わずにJFNニュースをそのまま流している（ニュース終了後のフィラーはカットされている）。

## 放送時間
【平日】 - 太字はエフエム山形によるローカルニュース、それ以外はJFNニュース。
- 7:55 - 「OH! HAPPY MORNING」内包[2]
- 8:55 - 「OH! HAPPY MORNING」内包
- 11:55 - 「Otona no Radio Alexandria」内包
- 15:55 - [2]
- 17:50 - 「WAVE 4 yamagata」（月曜 - 木曜） / 「マジフラ -MAGIC on friday-」（金曜）内包
- 18:00 - Flash Newsとして放送。「WAVE 4 yamagata」（月曜 - 木曜） / 「マジフラ -MAGIC on friday-」（金曜）内包
- 18:55
- 19:55
- 21:55
- 24:55

【土曜】 - 全てJFNニュース
- 11:55 / 12:55 / 14:55 / 16:55 / 17:55 / 21:55 / 22:55

【日曜】 - 全てJFNニュース
- 8:55 / 11:55 / 12:55 / 14:55 / 16:55 / 17:55 / 21:55 / 22:55

2021年3月までは土曜・日曜ともJFNCが配信する1日10枠全てのJFNニュースをネットしていたが、同年4月以降は土曜 8:55、土曜・日曜 18:55 / 20:55の放送が廃止された。